# اليوم الثاني والعشرون (رواية)
اليوم الثاني والعشرون رواية للكاتب محمد علاء الدين، صدرت عام 2007 عن دار العين للنشر في مصر.

## مؤلف
محمد علاء الدين كاتب وروائي مصري من مواليد 7 أكتوبر 1979، باب اللوق في القاهرة. تخرج عام 2001 ونال شهادة الليسانس في الآداب قسم الإعلام من جامعة حلوان. نُشرت أول مجموعة له من القصص القصيرة عام 2003. واختير من بين أهم كتاب الألفية الجديدة في مجلة أخبار الأدب. وكانت روايته الأولى «إنجيل آدم» من بين أهم الروايات الصادرة في العشر سنوات الأولى من القرن الحادي والعشرين. احتل المركز الثالث في الرواية على مستوى جمهورية مصر العربية في المسابقة المركزية التي أقامتها هيئة قصور الثقافة عن روايته غير المنشورة «الدوائر» عام 2004. وحائز على جائزة ساويرس للثقافة عام 2017. ألقى محاضرة في جامعة إدنبرة الاسكتلندية في يناير عام 2010.

## الحبكة
يدخل بطل الرواية، وهو عازف بيانو شاب يمقت البيانو، في علاقة عاصفة مع مطلقة تكبره بعشر سنوات. كانت هذه المرأة، الرسامة والمدربة الإبداعية للأطفال، اختياره الأول خلال 26 عامًا من حياته التي أمضاها عبدًا لرغبات والده، ولربما كانت الرغبات الكونية للقدر نفسه، فهو يشعر بأنه شاب محطم تتملكه رغبة بأن يكون أي شيء عدا نفسه. أُصيب بصدمة تامة عندما هجرته هذه المرأة في نهاية المطاف، وأجهضت طفله، وأخبرته أنهما لن يتمكنا من مواصلة علاقتهما والارتقاء بها، لأنها ستنهار، عاجلًا أم آجلًا. نرى الرسامة في المشهد الأخير، تشاهد التلفاز الذي يعرض دخول القوات الأمريكية إلى بغداد، ثم تبدأ في تجهيز حقيبتها، تلميحًا لنا بأنها ستغادر البلاد.

## أهميتها ونقدها الأدبي
حاز الكاتب المصري محمد علاء الدين، والمعروف بعلاء الدين، على استحسانٍ بفضل روايته الأولى «إنجيل آدم» التي نُشرت في يناير 2006. وقد أشاد بهذا العمل كتّاب مثل بهاء طاهر وصنع الله ابراهيم ليكون من بين أفضل النتاجات الجديدة الواعدة. فجاءت روايته الثانية، اليوم الثاني والعشرون، بعدها في عام 2007، ونشرتها دار العين للنشر في مصر. حظيت الرواية بقبول حار من القراء والكتاب، فحسبما كتب محمد هشام عبيه في الموقع المصري الشهير بص وطل: «رواية يسودها عالمٌ فريد خاص قدمه علاء الدين بشكل مبهج»، وكتب نور الأسعد في جريدة النهار اللبنانية المرموقة (24 أبريل 2007): «جاءت تباعًا لروايته الأولى إنجيل آدم، مواصلًا فيها مسار كتابته المعتاد الرافض للنمطية والتلقائية»، إذ عُرف عن علاء الدين كتابته بأسلوب التداعي الحر. وعلق الكاتب المصري البارز بهاء طاهر في ندوة تمحورت حول الرواية: «إنها توضح العمق النفسي في شخصية البطل وتجاه العالم من حوله على حد سواء، بلغتها وأسلوبها البسيطين». وفي حوار مع صحيفة أخبار الأدب المصرية المرموقة، ذُكر سر العنوان، اليوم الثاني والعشرون، في إشارة إلى يوم دخول القوات الأمريكية بغداد، والرابط بين فشل علاقة غرامية باعتبارها مسألة شخصية وفشل حلم القومية العربية باعتباره مسألة عامة. قال علاء الدين معلقًا على أنه ليس من السهل اكتشاف هذا الاتصال: «يبدو الأمر كما لو كنتَ بعيدًا جدًا وقريبًا جدًا في نفس الوقت».
واتبع الكاتب في سرده أسلوب التذكر واستعادة الأحداث، فنرى الشخصية الرئيسية تستعيد أهم الحوادث بالنسبة لها من ناحية تأثيرها على النفسية، فحسب موقع غودردز: «إن عماد الرواية إنسانٌ يمارس فعل التذكر، أو استعادة حوادث علاقةٍ وضعت أوزارها. تاليًا، لا يخفى على أحد، في هذا الإطار، أن كل عملية استعادة يستحيل أن تجيء كاملةً، مهما يحاول صاحبها أن ينحو بها نحو المثالية، أو ينقلها إلينا بحذافيرها».

## وصلات خارجية
- http://elainpublishing.com/index.php?do=view_issue&i_id=64
- http://www.boswtol.com/aldiwan/nkasakees_137_06.html
- http://www.akhbarelyom.org.eg/adab/issues/728/0902.html
- https://web.archive.org/web/20070928190716/http://www.akhbarelyom.org.eg/adab/issues/575/0703.html
- http://www.boswtol.com/aldiwan/nkasakees_147_09.html